# Ministero dell'istruzione, della cultura e della scienza
Il Ministero dell'istruzione, della cultura e della scienza (olandese: Ministerie van Onderwijs, Cultuur en Wetenschappen; OCW) è il ministero olandese responsabile per l'istruzione, la cultura, la scienza, la ricerca, l'uguaglianza di genere e le comunicazioni. Il Ministero fu creato nel 1918 come Ministero dell'Istruzione, delle Arti e delle Scienze e cambiò vari nomi prima di diventare Ministero dell'Istruzione, della Cultura e della Scienza nel 1994. Il Ministero è guidato dal Ministro dell'Istruzione, della Cultura e della Scienza, Ingrid van Engelshoven.

## Responsabilità
La missione del ministero è lavorare per un'Olanda intelligente, capace e creativa. Il ministero è responsabile di tre campi della politica su:
- Tutta l'istruzione, dalla scuola materna, attraverso l'istruzione primaria e secondaria fino alla formazione professionale e all'istruzione superiore;
- La cultura, l'arte e la radiodiffusione pubblica;
- La scienza e l'innovazione.

## Organizzazione
Il ministero è guidato da un ministro e un segretario di Stato. L'ufficio principale del ministero si trova nell'Hoftoren, l'edificio più alto de L'Aia. Il ministero ha circa 2500 dipendenti pubblici. Il servizio civile è diretto da un segretario generale e da un vice segretario generale, che dirige un sistema di tre direzioni generali:
- Istruzione primaria e secondaria;
- Istruzione superiore, formazione professionale e scienze;
- Cultura e media.

Ha diverse agenzie autonome:
- Istituto finanziario centrale, che è responsabile dell'esecuzione delle politiche finanziarie:
- Istituto di collezione dei Paesi Bassi;
- Archivio Nazionale;
- Servizio governativo per l'archeologia, il paesaggio e i monumenti culturali;
- Ispezione scolastica;
- Ispezione per la conservazione culturale;
- Consiglio per la scienza, la tecnologia e la politica;
- Consiglio per l'istruzione;
- Consiglio per la cultura.

## Storia
Il predecessore del ministero, il Ministero dell'Istruzione, delle Arti e delle Scienze fu fondato nel 1918, quando divenne autonomo dal Ministero dell'interno e delle relazioni con il Regno. È stato fondato come risultato della risoluzione della lotta scolastica, il conflitto sull'equalizzazione della finanza per le scuole religiose e pubbliche. Durante l'occupazione tedesca il ministero è stato ribattezzato in Dipartimento per l'educazione, le scienze e la conservazione culturale e in un Dipartimento separato per la propaganda e le arti. Nel 1965 il dipartimento per le arti fu integrato nel nuovo Ministero della Cultura, delle attività ricreative e del lavoro sociale. Nel 1982 questo dipartimento culturale è stato integrato nel Ministero della salute. Nel 1996 il dipartimento culturale è tornato al Ministero della Pubblica Istruzione.